# AgustaWestland Project Zero
L'AgustaWestland Project Zero è un dimostratore tecnologico per un convertiplano/aereo V/STOL il cui progetto è stato avviato nel dicembre 2010.
Il dimostratore senza pilota ha effettuato il primo volo vincolato nel giugno 2011 presso lo stabilimento AgustaWestland di Cascina Costa, in provincia di Varese. Il prototipo ha effettuato altri voli in aree controllate nel 2011 e 2012, alcuni con e altri senza condotti avvolgenti attorno ai rotori basculanti e con un secondo set di pale più evolute, caratterizzate da una curvatura non lineare e profili alari progettati specificamente. Secondo l'azienda, l'aeromobile "non è dotato di impianti idraulici, non brucia combustibili fossili ed è a emissioni zero.”

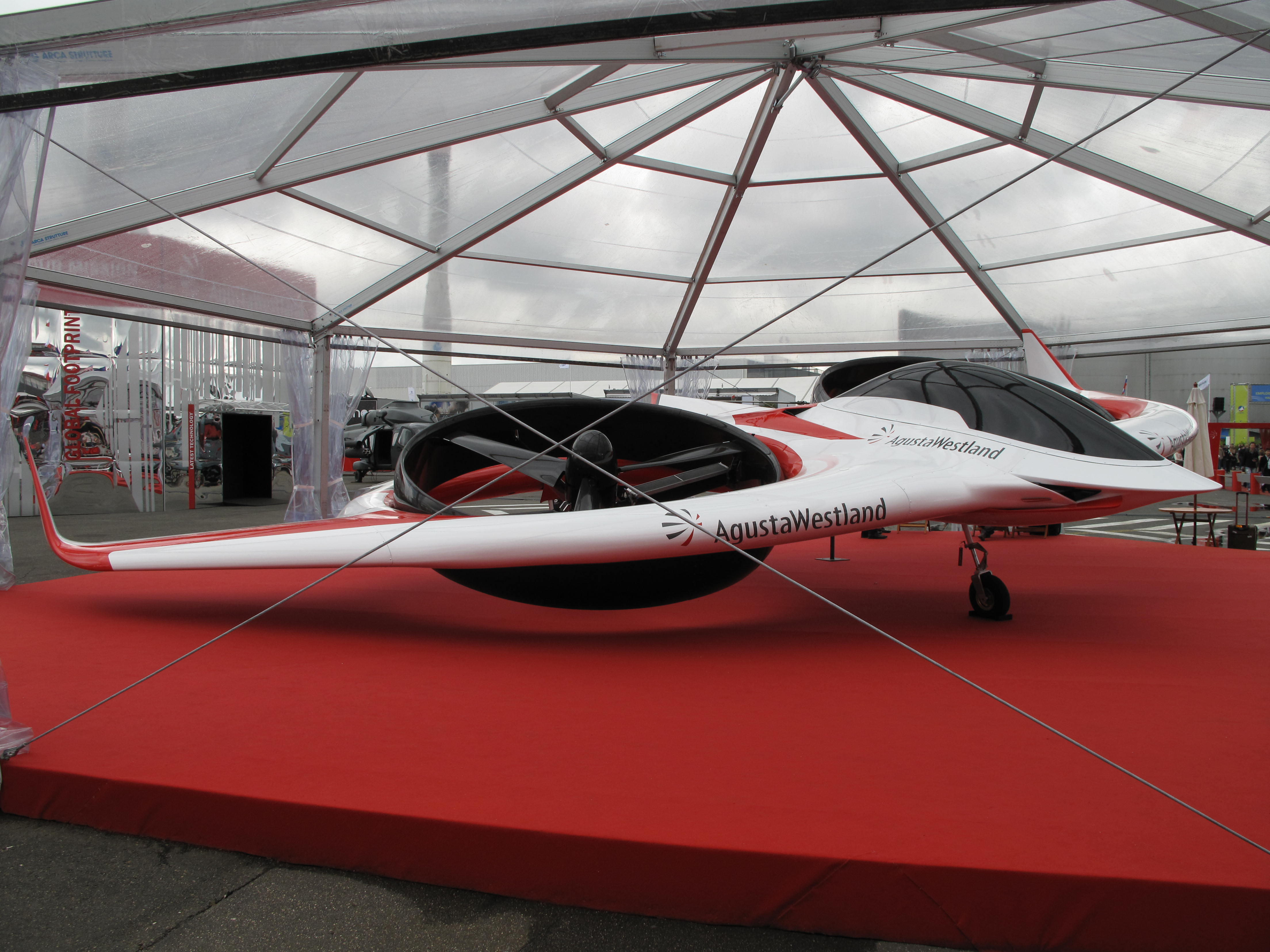
Un prototipo di Project Zero esposto al Paris Air show nel 2013

La richiesta di brevetto europeo è stata presentata il 29 luglio 2011 con il numero EP2551190(A1) e il brevetto è stato concesso il 30 gennaio 2013. Sono stati registrati in contemporanea brevetti a nome James Wang negli Stati Uniti d'America con numero US2013026303 (A1); in Corea, con numero KR20130014450 (A); in Giappone con numero JP2013032147 (A) e in Cina con numero CN102897317 (A).
Il programma è stato reso pubblico il 4 marzo 2013 nel corso dell'Heli-Expo organizzato dall'Helicopter Association International (HAI). L'AgustaWestland ha emesso due comunicati stampa relativi all'aeromobile.
Il prototipo è stato sviluppato come programma segreto con non più di due dozzine di ingegneri impiegati a tempo pieno dall'AgustaWestland e con la compartecipazione di altre 15 società. Le attività di progettazione si sono svolte in Italia, Regno Unito, Stati Uniti d'America e Giappone, con ritmi di 24 ore al giorno, 7 giorni alla settimana per sei mesi, per passare dal primo progetto al primo volo.